# Raimundo Berengário II da Provença
Raimundo Berengário II (c. 1135 - 1166) foi conde da Provença e visconde de Rodez, de Gévaudan e de Carladet de 1144 até sua morte. Seu tio, Raimundo Berengário IV de Barcelona, foi seu regente até 1157.
O pai de Raimundo, Berengário Raimundo, morreu em batalha contra os genoveses, deixando o condado para seu filho infante. Foi imediatamente oposto pela família de Beaux e levou à ação militar de seu tio, o conde Barcelona, para assegurar seu trono, em 1147. O conflito com os de Beaux durou até 1162, quando seu tio morreu.
Em agosto de 1161, Raimundo viajou com o tio a Turim para obter o apoio do imperador Frederico I, uma vez que, legalmente, a Provença era um feudo do Sacro Império Romano. Ali conheceu Riquilda da Polônia, prima do imperador, com quem se casou. Em viagem de regresso, seu tio faleceu, e lhe confiou a tutela do jovem Raimundo de Aragão.
Raimundo fez as pazes com Gênova, mas faleceu tentando conquistar Nice na primavera de 1466. Sua filha, Dulce, lhe sucedeu, enquanto que sua viúva, Riquilda, casou-se com Alberto III, conde de Everstein.